# Gannsjön
Gannsjön är en sjö i Åsele kommun i Lappland och ingår i Lögdeälvens huvudavrinningsområde. Sjön har en area på 1,18 kvadratkilometer och ligger 397 meter över havet. Sjön avvattnas av vattendraget Gannsjöbäcken.

## Delavrinningsområde
Gannsjön ingår i det delavrinningsområde (713628-159955) som SMHI kallar för Utloppet av Gannsjön. Medelhöjden är 433 meter över havet och ytan är 8,14 kvadratkilometer. Det finns inga avrinningsområden uppströms utan avrinningsområdet är högsta punkten. Gannsjöbäcken som avvattnar avrinningsområdet har biflödesordning 2, vilket innebär att vattnet flödar genom totalt 2 vattendrag innan det når havet efter 152 kilometer. Avrinningsområdet består mestadels av skog (72 procent) och sankmarker (12 procent). Avrinningsområdet har 0,75 kvadratkilometer vattenytor vilket ger det en sjöprocent på 9,2 procent.